# بئر العجوز (قلنسية)

تعديل مصدري - تعديل

بئر العجوز هي إحدى قرى عزلة قلنسية وعبد الكوري بمديرية قلنسية وعبد الكوري التابعة لمحافظة أرخبيل سقطرى، بلغ تعداد سكانها 122 نسمة حسب تعداد اليمن لعام 2004.